# Павлуха
«Павлуха» — советский художественный фильм, созданный на киностудии «Мосфильм» в 1962 году.

## Сюжет
Двенадцатилетний Павлуха живёт в рыболовецком совхозе вместе с матерью. Отец давно бросил семью, в которой, кроме Павлухи, осталось ещё двое детей. Чтобы как-то помочь матери, мальчик отправляется в город на заработки...

## Роли
- Коля Козлов — Павлуха
- Раиса Куркина — Зина
- Николай Лебедев — Роман
- Надежда Румянцева — Лёля
- Владимир Соловьёв — дядя Яша
- Владимир Гусев — Лёха
- Нонна Мордюкова — Наталья
- Борис Новиков — Фертов
- Иван Рыжов — Чуркин
- Владимир Семёнов — Витя
- Виктор Хохряков — Казарян
- Валентина Ананьина — крановщица
- Клавдия Хабарова — медсестра (нет в титрах)
- Александр Ширшов